# Acrobleps
Acrobleps hygrophilus es una especie de araña araneomorfa de la familia Mysmenidae. Es el único miembro del género monotípico Acrobleps. Es originaria de Tasmania.